# Kreisgericht Jonava

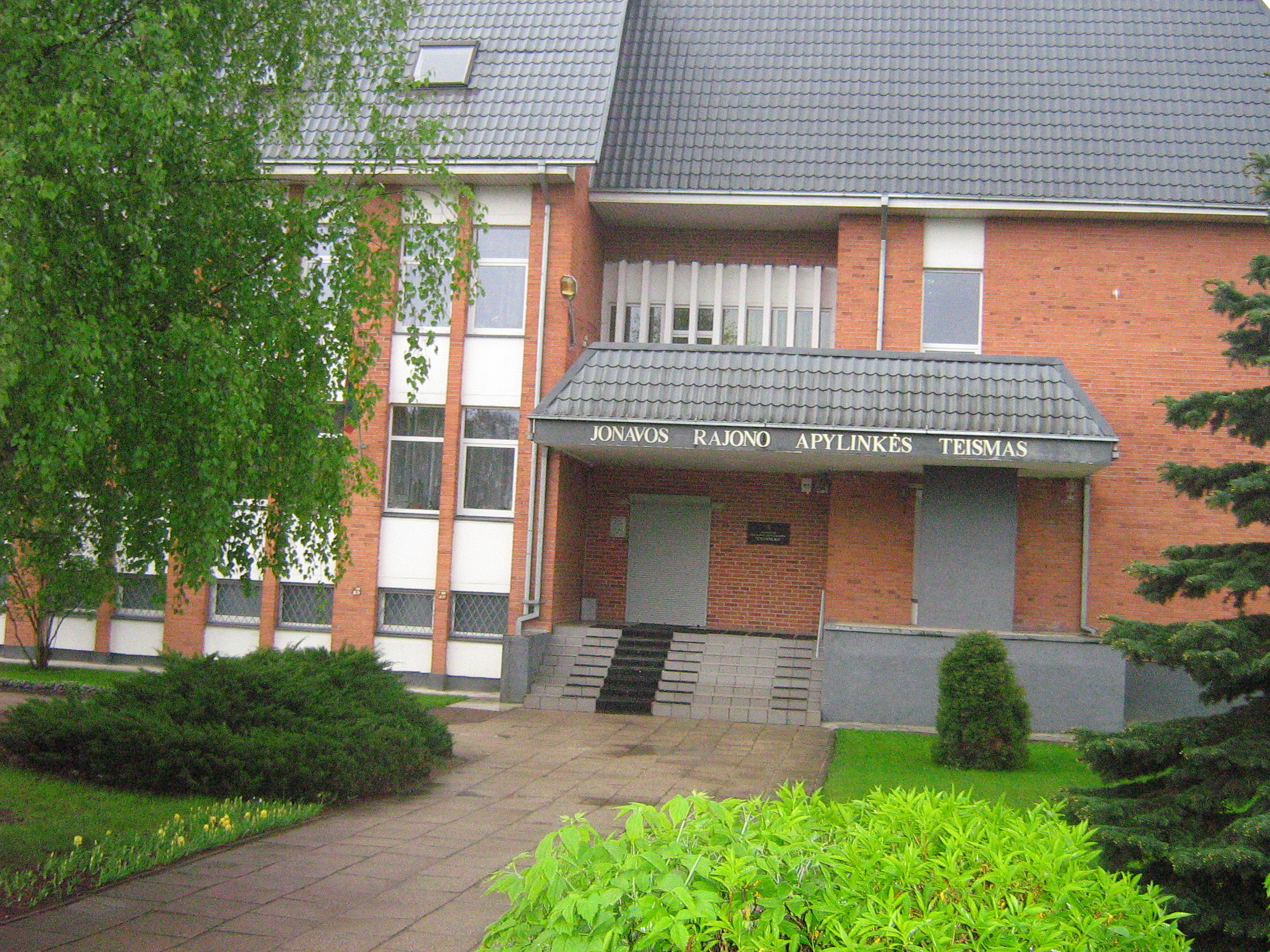
Haupteingang des Kreisgerichts Jonava

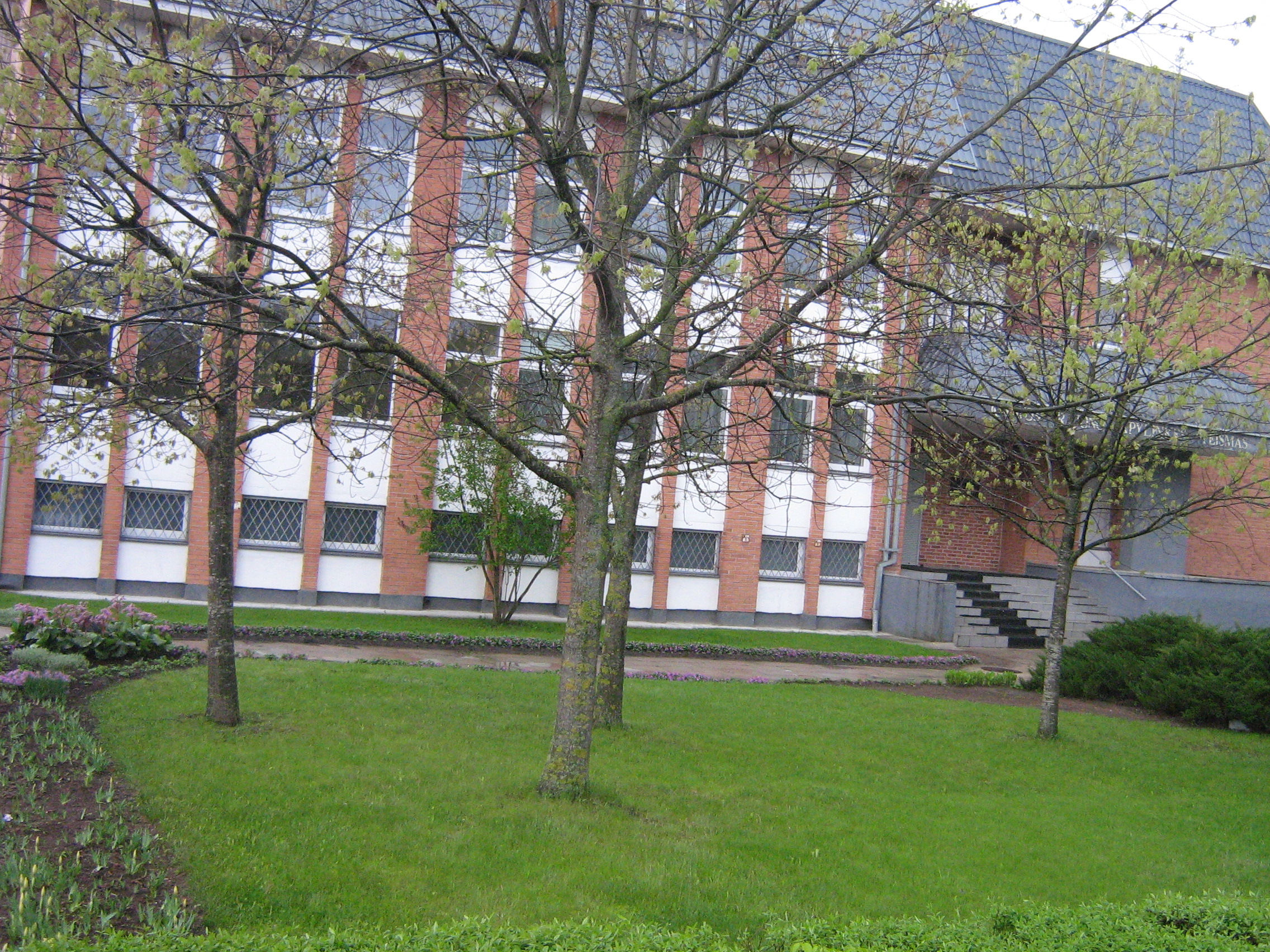
Das Gerichtsgebäude

Das Kreisgericht Jonava (lit. Jonavos rajono apylinkės teismas) ist ein Kreisgericht im Zentrum Litauens, Distrikt Kaunas. Es gibt neun Richter (2014). Die Adresse lautet Vasario 16-osios g. 3, LT-55171, Jonava. Das Gerichtsgebäude besteht aus drei Etagen. Im Kreisgericht gibt es drei Gerichtssäle.
Das Gericht gehört der allgemeinen Gerichtsbarkeit (Appellationsinstanz: Bezirksgericht Kaunas).

## Geschichte
An dem Gericht gab es bis 2003 eine Gerichtsvollzieherkanzlei mit vier Gerichtsvollziehern (Obergerichtsvollzieherin war Frau Valė Greskienė).

## Richter
Gerichtspräsidentin (seit dem 16. September 1999) ist Jolanta Damulienė (* 1965). Ihr Vorgänger war Algimantas Valantinas (* 1961), ehemaliger Generalstaatsanwalt Litauens, Richter des Zweiten Stadtkreisgerichts Vilnius. 	
Andere Richter sind Jūratė Bučmienė, Žibutė Budžienė, Lidija Deksnienė, Vidmantas Paurys, Banga Puodžiuvienė, Romaldas Šuliokas und Larisa Tamulionienė.